# 卡利尼夫卡 (赫米利尼克区)
卡利尼夫卡（羅馬化：Kalynivka），或译为卡利诺夫卡，是乌克兰文尼察州赫米利尼克區卡利尼夫卡市镇内的城市及该市镇的行政中心，2020年7月18日前为卡利尼夫卡區的行政中心。該市距離州府文尼察24公里，始建於1774年，面積9.8平方公里，海拔高度288米，2022年人口数量为18,492人。

## 图集

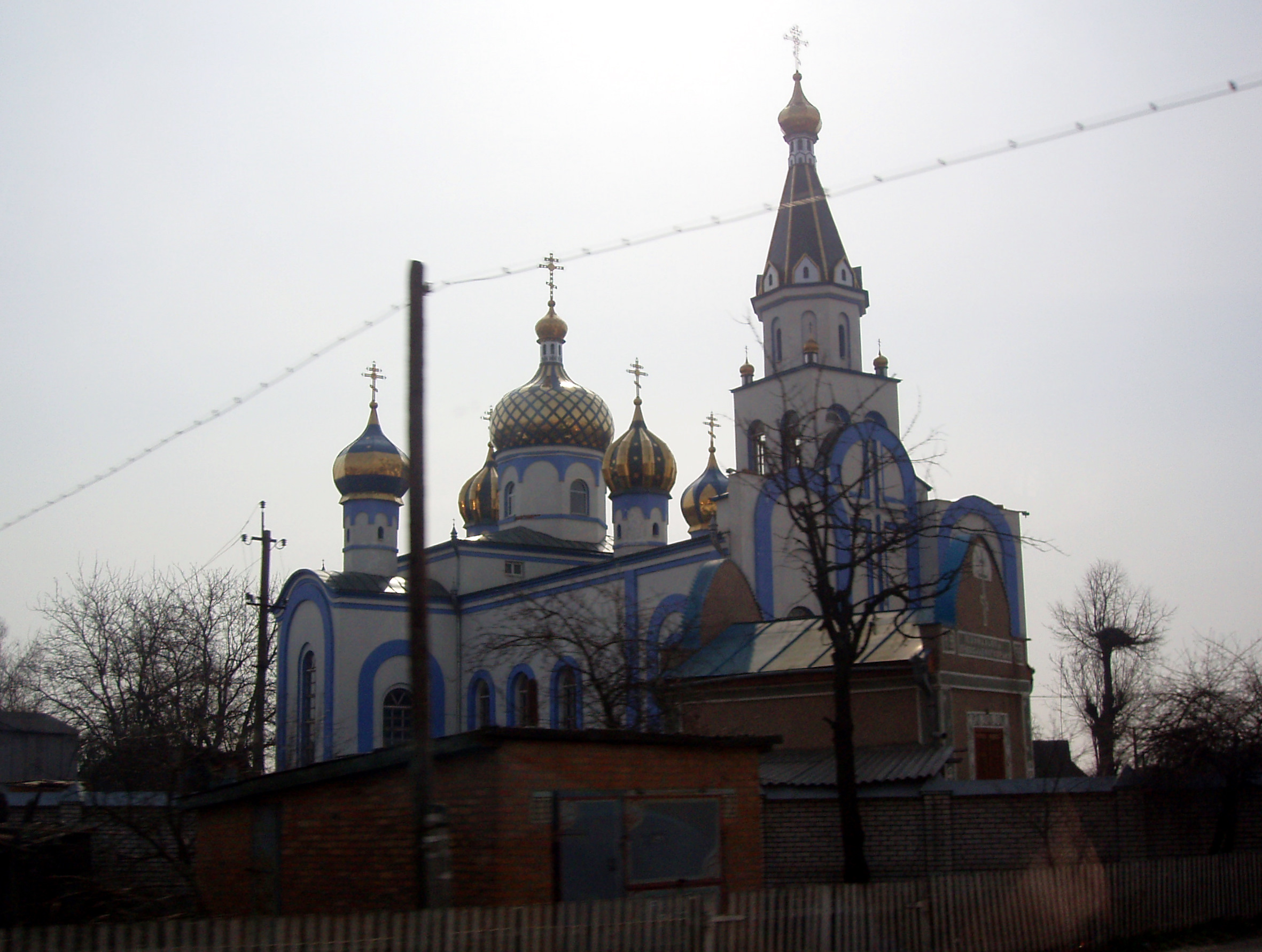
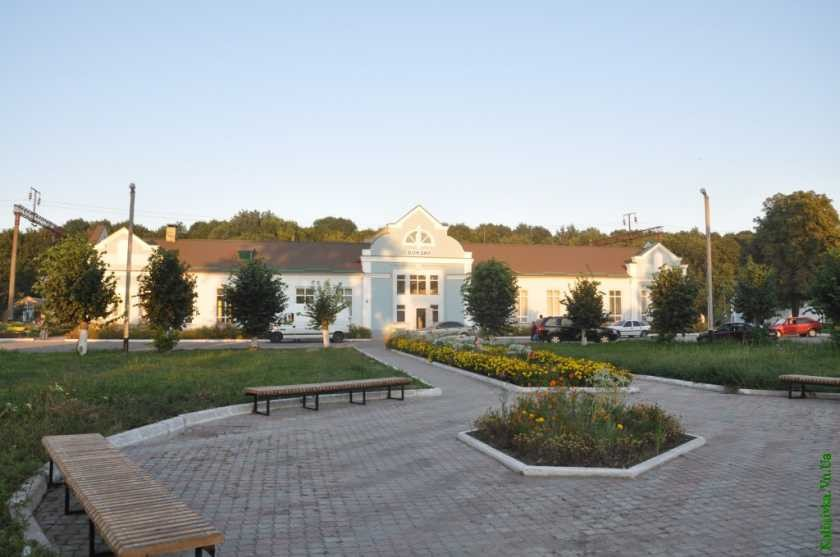